# Seaska
 (janvier 2015).
Si vous disposez d'ouvrages ou d'articles de référence ou si vous connaissez des sites web de qualité traitant du thème abordé ici, merci de compléter l'article en donnant les références utiles à sa vérifiabilité et en les liant à la section « Notes et références ».
Seaska est le nom de la fédération des ikastola, écoles immersives en langue basque dans le Pays basque français.

## Présentation
Une ikastola est une école laïque, associative, qui n'est affiliée à aucun parti politique. Les ikastola sont reconnues par le ministère de l’Éducation nationale, au même titre que n'importe quelle autre école à statut privé sous contrat d'association.
En 2021, il en existe trente-huit en Pays basque de France : trente-trois écoles maternelle et primaires, cinq collèges et un lycée (général, technologique et professionnel). Une ikastola est gérée par une association à but non lucratif composée des parents d'élèves.
La fédération des ikastola Seaska apporte aux différentes ikastola un soutien logistique et une aide pédagogique par le biais d'une équipe pluridisciplinaire, aux missions diversifiées : mutualisation des moyens, entretien des locaux scolaires, recrutement et formation des enseignants, soutien aux élèves en difficulté, animation et suivi d'actions éducatives et pédagogiques, ou bien encore organisation d'événements servant à la promotion ou au financement des écoles du réseau Seaska (Herri urrats qui se déroule le premier dimanche du mois de mai, autour du lac de Saint-Pée-sur-Nivelle, et rassemble 50 000 participants environ, ou bien encore la journée de la glisse Glisseguna en septembre ou le parc d'animation Olentzero park, à Noël).
En septembre 2021, plus de 4 100 élèves sont scolarisés en ikastola,.
Dans 5 communes des Pyrénées-Atlantiques (Ahetze, Hendaye, Itxassou, Mendionde et Sare), les maires ont mis à disposition des écoles privées Ikastola des salles de classe prélevées sur les locaux scolaires des écoles primaires publiques.

## Historique
- 1969 : sous l'impulsion de Claire Noblia, la première école immersive en langue basque fut créée en 1969 à Arcangues. 5 élèves sont scolarisés, et Libe Goñi est la première enseignante[12]
- 1982 : à la suite d'une grève de la faim de parents à Bayonne[13], le ministère de la Culture accorde une aide financière à la fédération.
- 1983 : signature d'une convention de 3 ans avec le ministère de l'Éducation nationale et mise en place d'une commission pédagogique bipartite
- 1985 : signature d'un accord d'intégration des enseignants de Seaska à l'Éducation nationale.
- 1986 : annulation de l'accord  par le Conseil constitutionnel.
- 1990 : prise en charge des salaires de 61 enseignants sous le statut d'itinérant(de la maternelle au primaire). Le secondaire et le lycée de Seaska restent hors contrat.
- 1993 : renouvellement et extension de la convention Seaska-ministère de l'Éducation nationale au collège. L'État prend en charge les salaires des enseignants du primaire et du collège.
- 1994 : signature d'un protocole d'accord entre Seaska et le ministère de l'Éducation nationale qui octroie un statut d'école privée sous contrat d'association aux ikastola. L'ikastola est une définie comme école bilingue dispensant un enseignement basé sur l'immersion linguistique bascophone.
- 1996 : transfert du lycée Bernat-Etxepare à Bayonne. Création de l'ISLRF[14].
- 1998 : ouverture du collège Piarres-Larzabal à Ciboure.
- 1999 : ouverture du collège Manex-Erdozainzl à Saint-Just-Ibarre.
- 2004 : ouverture de la maternelle de Saint-Pierre-d'Irube.
- 2005 : ouverture de l'ikastola de Saint-Étienne-de-Baïgorry.
- 2007 : ouverture de l'ikastola Arberoa.
- 2009 : ouverture de l'ikastola de Bidart. Première convention Seaska-OPLB-ministère de l'Éducation nationale. Création du réseau Eskolim le 8 février 2009 à Ciboure[15].
- 2010 : ouverture des ikastola Baigura de Mendionde et Arrokagarai de Itxassou.
- 2012 : ouverture de l'ikastola de Ciboure. Seconde convention Seaska-OPLB-ministère de l'Éducation nationale.
- 2013 : ouverture de l'ikastola de Briscous.
- 2015 : ouvertures des ikastola de Ascarat, Biriatou et Bassussarry. Troisième convention Seaska-OPLB-ministère de l'Éducation nationale.
- 2017 : création d'un lycée professionnel dans les nouveaux locaux du lycée Etxepare. Ouverture du collège Eztitxu Robles Arangiz à Bayonne et ouverture de l'ikastola de Boucau[16].
- 2018 : non renouvellement de la convention Seaska-OPLB-ministère de l'Éducation nationale. Tensions autour de la négociation sur le nombre de postes d'enseignants attribués[17].
- 2019 : ouverture de l'ikastola d'Ahetze-Arbonne[18]. Signature de la quatrième convention Seaska-OPLB-Ministère de l'Éducation nationale[19],[20].
- 2021 : ouverture de l'ikastola de Bardos. Le Conseil constitutionnel censure l'article 4 de la loi relative à la protection patrimoniale des langues régionales et à leur promotion portée par le député Paul Molac, déclarant la méthode immersive comme contraire à la constitution. Forte mobilisation dans les rues de Bayonne le 29 mai 2021[21].

## Présidents successifs
- Argitxu Noblia (1969-1979)
- Jean-Pierre Seillez (1979-1980)
- Jean-Louis Maitia (1980-1983)
- Mailux Zaldunbide (1983-1985)
- Jean Berria (1985-1986)
- Gexan Alfaro (1986-1987)
- Jean-Louis Maitia (1987-1992)
- Filipe Goyetche (1992-1997)
- Mari-Jo Anetas (1997-1999)
- Itxaro Borda (1999-2002)
- Mixel Etxeberri (2000-2003)
- Filgi Claverie (2003-2004)
- Ixabel Charritton(2004-2008)
- Paxkal Indo (2008-2019)
- Peio Jorajuria[22] (2019-2024)
- Sophie Layus - Antton Etxeberri - Erik Etxart (2025-)

## Étymologie
Seaska ou sehaska signifie  « berceau, crèche » en basque.